# Boomerang (телеканал)
Boomerang — телеканал, входит в корпорацию WarnerMedia и является частью Warner Bros. Entertainment.
По состоянию на сентябрь 2008 года, канал принимает около 38,312 млн домохозяйств в США.

## История
Boomerang был представлен как программный блок на канале Cartoon Network 8 декабря 1992 года. Блок работал по 4 часа каждые выходные и включал в себя классические мультфильмы от Warner Bros. и Hanna-Barbera.
1 апреля 2000 года был запущен как самостоятельный канал. Блок продолжал работать на Cartoon Network до 3 октября 2004 года.
19 января 2015 года произошёл глобальный ребрендинг, теперь канал начал транслировать оригинальные программы, сосредоточившись в первую очередь на перезапусках популярных франшиз, таких как: Looney Tunes и Скуби-Ду. Руководство WarnerMedia охарактеризовало изменения, как попытку превратить Boomerang во «второй флагман» наравне с основным каналом Cartoon Network.
С января 2020 года Boomerang начал вещание в формате HD.

## Boomerang MENA
В марте 2005 года был запущен Boomerang EMEA на Ближнем Востоке и в Африке на английском языке. 5 июня этого же года телеканал расширился до Европы вещая на польском (частично), венгерском и греческом языках.
С 1 августа 2007 года на территориях стран СНГ и Прибалтики телеканал начал вещание со спутников Astra 1K и Hot Bird 7A. Вещание осуществлялось на английском языке.
В 2008 году была добавлена звуковая дорожка на арабском языке, также канал начал полноценно вещать на польском
В 2010 году Boomerang EMEA расширился до Румынии, Венгрии, Чехии, Словакии, Хорватии, Сербии и Черногории. Телеканал принимали 9,5 млн домохозяйств
12 октября 2011 года для Центральной и Восточной Европы, включая все страны СНГ, был запущен Boomerang CEE. Тем же временем появился блок Cartoonito.
1 ноября 2014 года страны Бенилюкса и Чехии перешли на Boomerang CEE, в результате чего Греция и Кипр остались единственными европейскими странами, которые продолжали принимать Boomerang EMEA.
14 января 2015 года для Африки был запущен дополнительный телеканал Boomerang Africa.
1 июля 2016 года Boomerang EMEA юридически был переименован в Boomerang MENA, и продолжает вещание в Греции, Кипре, Ближнем Востоке и Северной Африки. Телеканал перешёл в HD формат. Канал стал жестче цензурироваться. Вещает на английском, арабском и греческом языках.
21 сентября 2016 года Boomerang Africa перешел на широкоэкранный формат 16:9. 4 марта 2019 года начал вещание в HD формате.
4 апреля 2022 года вновь вернулся блок Cartoonito.
4 сентября 2023 года телеканал провёл ребрендинг, Boomerang был переименован в Cartoonito.

## Сетка вещания

#### Boomerang
- Спокойно, Скуби-Ду
- Лэмпут
- Мистер Магу
- Шоу Тома и Джерри
- Пёс по кличке Пэт
- Оддбодики
- Гарфилд шоу
- Приключения Мистера Бина
- Луни Тюнз Картунз
- Крутой Майк
- Гриззи и Лемминги
- Элис и Льюис
- Новые Луни Тюнз
- Скуби-Ду и угадай кто?

#### Cartoonito
- Томас и его друзья: Всем паровозам вперед!
- Маш-Маш и Машики
- Луни Тюнз в детстве
- Паучок Лукас
- Кротик
- Королевский отряд
- Пес по кличке Пэт
- Batwheels (с 2023 года)